# Bürgerstiftung Dresden

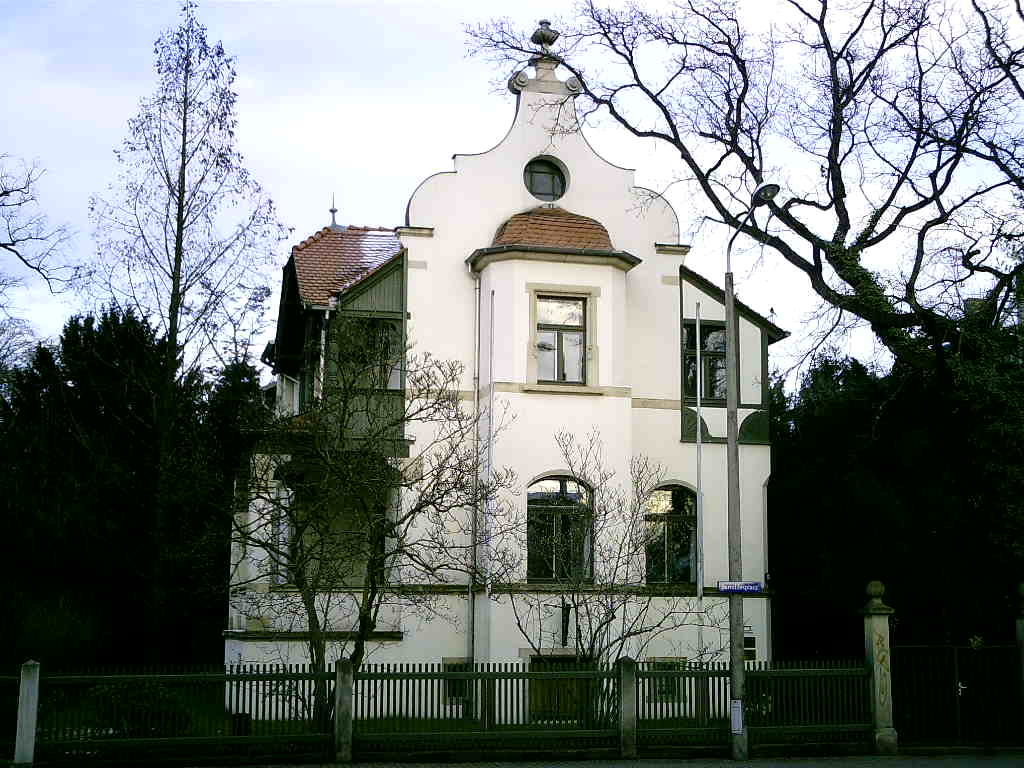
Sitz der Bürgerstiftung Dresden ist ein früher als SED-Gästehaus genutztes Gebäude am Barteldesplatz 2 in Dresden-Blasewitz

Die Bürgerstiftung Dresden wurde 1999 als erste Bürgerstiftung der neuen Bundesländer gegründet. Die in den Vorjahren in Dresden aktive Körber-Stiftung stellte ihr die Räume ihres Dresdner Hauses zur Verfügung und stattete sie mit einem Gründungskapital von 100.000 DM aus.

## Tätigkeit
Mehr als 250 Bürger, Vereine und Unternehmen haben sich am Aufbau des Stiftungskapitals und an der Einrichtung von zweckgebundenen Stiftungsfonds beteiligt.
Mit den Erträgen des Stiftungskapitals sowie mit Hilfe von Spenden und Drittmitteln konnten verschiedene Kultur-, Sozial-, Bildungs- und Umweltprojekte in Dresden angestoßen und umgesetzt werden. In den ersten Jahren nach ihrer Gründung hat die Bürgerstiftung Dresden u. a. den Aufbau des Erich Kästner Museums, die Wiederherstellung des Palais im Großen Garten und die Wiedereröffnung des Schillerhäuschens unterstützt. Mittlerweile fördert die Stiftung jährlich im Umfang von 500.000 Euro Projekte aus dem Spektrum ihrer Satzung oder führt diese operativ durch. Die Bürgerstiftung verwaltet unter ihrem Dach über 60 Treuhandstiftungen, Stiftungsfonds und rechtsfähige Stiftungen.
Aktuell engagiert sich die Stiftung bei drei Projekten operativ: sie ist Bauherrin der Gedenkstätte Sophienkirche-Busmannkapelle, sie ist Projektträgerin der Kulturloge und führt ein überregional anerkanntes Schulprojekt durch den Generationendialog.
Ein wichtiges Anliegen der Bürgerstiftung ist die Förderung des ehrenamtlichen Engagements. So gibt es seit 18 Jahren Danke-Schön-Veranstaltungen unter dem Motto „Unbezahlt, aber nicht umsonst“ und den „Ehrenamtspass“, für den die Stiftung ermäßigte Eintritte in privaten und allen öffentlichen kulturellen Einrichtungen, in allen Schwimmbädern und bei einigen Unternehmen zur Verfügung stellen kann. Der Ehrenamtspass und auch die Dankeschön-Veranstaltung werden mittlerweile in Partnerschaft mit der Landeshauptstadt Dresden vergeben und durchgeführt. Seit Beginn des Jahres 2019 konnte durch die Förderung des Bürgermeisteramtes die Freiwilligenagentur der Bürgerstiftung eine Aufwertung erfahren: die Stiftung betreibt jetzt eine elektronische und moderierte Vermittlungsplattform und wirbt vor für das ehrenamtliche Engagement in Dresden.
Als Hochwasserhilfe sammelte die Stiftung in den Jahren 2002 und 2003 1,621 Millionen Euro Spendengelder. Unter anderem dafür erhielt sie den Deutschen Stifterpreis 2003 des Bundesverbandes Deutscher Stiftungen.
Seit 2006 ist die Stiftung beauftragt, die Förderung des bürgerschaftlichen Engagements entsprechend einer Richtlinie des Sächsischen Staatsministeriums für Soziales unter dem Motto „Wir für Sachsen“ landesweit sicherzustellen. Dabei werden für den Freistaat jährlich  etwa 6.000 Anträge mit einem Fördervolumen von über 9 Millionen Euro an 24.000 Ehrenamtliche in ganz Sachsen ausgereicht.

## Gremien
Neben der Stiftungsversammlung (alle Zustifter, die mindestens 500 Euro zum Stiftungsvermögen beigetragen haben) bestehen folgende Gremien:

### Kuratorium
Gunther Emmerlich, Günter Sommer

### Stiftungsrat
Arend Flemming (Vorsitzender), Harald Röthig (stellv. Vorsitzender), Harald Bretschneider, Gerhard Glaser, Jürgen Hesse, Stefan Mertenskötter, Felizitas Loewe, Heidrun Müller, Frank Richter, Martin Schulte, Tom Umbreit

### Vorstand
Katrin Sachs (Geschäftsführerin), Winfried Ripp, Frank Simon

## Ehrungen und Auszeichnungen
- 2003 und 2019: Deutscher Stifterpreis des Bundesverbandes Deutscher Stiftungen[4]